# Svobodný stát Oldenbursko
Svobodný stát Oldenbursko (německy Freistaat Oldenburg) je zaniklý stát na území současného Německa resp. na území spolkové země Dolní Sasko. Oldenbursko vzniklo v roce 1918 a zaniklo v roce 1946. Do roku 1918 bylo Oldenbursko monarchií resp. velkovévodstvím a od roku 1918 až do svého zániku (kromě let nacismu) bylo svobodným státem Výmarské republiky.

## Historie
V důsledku německé prohry v první světové válce a následné německé revoluce byl v roce 1918 nucen velkovévoda Fridrich August II. Oldenburský abdikovat, čímž Oldenburské velkovévodství zaniklo a skončila tím 800-setletá vláda Oldenburské dynastie (jedné z nejstarších na světě) nad Oldenburskem, jež bylo místem jejího původu a dalo jí jméno. Nedlouho po velkovévodově abdikaci byl vyhlášen Svobodný stát Oldenbursko jenž se stal spolkovou zemí Výmarské republiky. V roce 1937 získalo od Pruska hannoverské přístavní město Wilhelmshaven, které bylo spojeno s oldenburským Rüstringenem v jeden městský okres Wilhelmshaven. Dále získalo osadu Eckwarderhörn, která byla připojena k oldenburské obci Butjadingen v zemském okrese Wesermarsch. Oldenbursko naopak ztratilo obě svoje exklávy Birkenfeld, jež se stal jako zemský okres Birkenfeld součástí pruské provincie Porýní, a Lübecké knížectví, které byla začleněna do pruské provincie Šlesvicko-Holštýnsko jako součást nově vytvořeného zemského okresu Eutin. Postupem času, kdy došlo de facto k zrušení federativních států a jejich přeměnění nebo rozdělení na župy, bylo i Oldenbursko začleněno do župy Weeser-Ems, tím de facto přestalo na řadu let existovat.

### Zánik
Po válce bylo Oldenbursko obnoveno. Záhy bylo britskou okupační správou téměř celé území Oldenburska od 9. prosince 1946 začleněno jako část území tehdy ustaveného Dolního Saska, kromě oldenburských exkláv Lübecké knížectví, které se stalo součástí země Šlesvicko-Holštýnsko, a Birkenfeld, jenž se stal součástí země Porýní-Falc.